# Turku Trojans 2024
Questa voce raccoglie le informazioni riguardanti i Turku Trojans nelle competizioni ufficiali della stagione 2024.

## Maschile

### II-divisioona 2024

#### Stagione regolare
| Kouvola 8 giugno 2024, ore 14:00 2ª giornata | Kuusankoski Cowboys | 33 – 10 (12-0 7-0 7-0 7-10) referto | Turku Trojans | Sarkolan tekonurmi |

| Raisio 15 giugno 2024, ore 14:00 3ª giornata | Turku Trojans | 13 – 18 (0-7 7-3 0-0 6-8) referto | Hämeenlinna Tigers | Kerttulan keinonurmi |

| Sipoo 30 giugno 2024, ore 13:00 4ª giornata | Sipoo Bulldogs | 34 – 7 (14-0 20-0 0-7 0-0) referto | Turku Trojans | Söderkullan tekonurmi |

| Turku 14 luglio 2024, ore 14:30 6ª giornata | Turku Trojans | 0 – 20 (0-0 0-8 0-6 0-6) referto | Helsinki Wolverines Blue | Turun Urheilupuiston yläkenttä |

| Raisio 27 luglio 2024, ore 14:00 8ª giornata | Turku Trojans | 15 – 40 (0-13 7-6 0-7 8-14) referto | Kuusankoski Cowboys | Kerttulan keinonurmi |

| Hämeenlinna 10 agosto 2024, ore 14:30 10ª giornata | Hämeenlinna Tigers | 21 – 28 (0-3 14-18 0-7 7-0) referto | Turku Trojans | Pullerin keinonurmi |

### Statistiche di squadra
| Competizione      | %Vittorie | In casa | In casa | In casa | In casa | In casa | In casa | In trasferta | In trasferta | In trasferta | In trasferta | In trasferta | In trasferta | Totale | Totale | Totale | Totale | Totale | Totale |
| Competizione      | %Vittorie | G       | V       | N       | P       | Pf      | Ps      | G            | V            | N            | P            | Pf           | Ps           | G      | V      | N      | P      | Pf     | Ps     |
| ----------------- | --------- | ------- | ------- | ------- | ------- | ------- | ------- | ------------ | ------------ | ------------ | ------------ | ------------ | ------------ | ------ | ------ | ------ | ------ | ------ | ------ |
| Stagione regolare | .167      | 3       | 0       | 0       | 3       | 28      | 78      | 3            | 1            | 0            | 2            | 45           | 88           | 6      | 1      | 0      | 5      | 73     | 166    |
| Totale            | .167      | 3       | 0       | 0       | 3       | 28      | 78      | 3            | 1            | 0            | 2            | 45           | 88           | 6      | 1      | 0      | 5      | 73     | 166    |

## Femminile

### Naisten Vaahteraliiga 2024

#### Stagione regolare
| Turku 4 maggio 2024, ore 12:00 1ª giornata | Turku Trojans | 28 – 14 (0-0 6-14 6-0 16-0) referto | Helsinki Wolverines | Yläkenttä |

| Tampere 11 maggio 2024, ore 13:00 2ª giornata | Tampere Saints | 36 – 29 (22-0 8-14 6-0 0-15) referto | Turku Trojans | Pyynikin urheilukenttä |

| Turku 2 giugno 2024, ore 12:00 3ª giornata | Turku Trojans | 29 – 0 (15-0 6-0 8-0 0-0) referto | Wasa Royals | Yläkenttä |

| Turku 8 giugno 2024, ore 14:00 4ª giornata | Turku Trojans | 28 – 29 (14-7 0-7 7-7 7-8) referto | Oulu Northern Lights | Yläkenttä |

| Helsinki 30 giugno 2024, ore 14:00 6ª giornata | Helsinki Wolverines | 20 – 28 (8-0 6-6 6-22 0-0) referto | Turku Trojans | Velodromo di Helsinki |

| Turku 6 luglio 2024, ore 14:00 7ª giornata | Turku Trojans | 16 – 46 (0-16 0-8 8-0 8-22) referto | Tampere Saints | Yläkenttä |

| Vaasa 14 luglio 2024, ore 15:00 8ª giornata | Wasa Royals | 0 – 44 (0-8 0-15 0-14 0-7) referto | Turku Trojans | Kaarlen kenttä |

| Oulu 21 luglio 2024, ore 13:00 9ª giornata | Oulu Northern Lights | 0 – 33 (0-6 0-8 0-7 0-12) referto | Turku Trojans | Castrenin urheilukeskus |

#### Playoff
| Turku 3 agosto 2024, ore 14:00 Semifinale | Turku Trojans | 41 – 0 (7-0 21-0 6-0 7-0) referto | Oulu Northern Lights | Yläkenttä |

| Vantaa 10 agosto 2024, ore 13:30 Finale | Turku Trojans | 33 – 0 (12-0 7-0 0-0 14-0) referto | Helsinki Wolverines | Myyrmäen jalkapallostadion |
| Pulkkinen 5':41" Q1 ( TD ) 3yd run Coetzee 1':53" Q1 ( TD ) 16yd run Kaszas 6':39" Q2 ( TD ) 5yd run Pulkkinen Q2 ( pat ) Kaszas 11':52" Q4 ( TD ) 7yd run Pulkkinen Q4 ( pat ) Pulkkinen 8':28" Q4 ( TD ) 8yd pass from Kaszas Pulkkinen Q4 ( pat ) Marcatori |               |                                    |                     |                            |
| |               |                                    |                     |                            |
| Pulkkinen 5':41" Q1 (TD) 3yd run Coetzee 1':53" Q1 (TD) 16yd run Kaszas 6':39" Q2 (TD) 5yd run Pulkkinen Q2 (pat) Kaszas 11':52" Q4 (TD) 7yd run Pulkkinen Q4 (pat) Pulkkinen 8':28" Q4 (TD) 8yd pass from Kaszas Pulkkinen Q4 (pat)                           | Marcatori     |                                    |                     |                            |

### Statistiche di squadra
| Competizione      | %Vittorie | In casa | In casa | In casa | In casa | In casa | In casa | In trasferta | In trasferta | In trasferta | In trasferta | In trasferta | In trasferta | Totale | Totale | Totale | Totale | Totale | Totale |
| Competizione      | %Vittorie | G       | V       | N       | P       | Pf      | Ps      | G            | V            | N            | P            | Pf           | Ps           | G      | V      | N      | P      | Pf     | Ps     |
| ----------------- | --------- | ------- | ------- | ------- | ------- | ------- | ------- | ------------ | ------------ | ------------ | ------------ | ------------ | ------------ | ------ | ------ | ------ | ------ | ------ | ------ |
| Stagione regolare | .625      | 4       | 2       | 0       | 2       | 101     | 89      | 4            | 3            | 0            | 1            | 134          | 56           | 8      | 5      | 0      | 3      | 235    | 145    |
| Playoff           | 1.000     | 2       | 2       | 0       | 0       | 74      | 0       | 0            | 0            | 0            | 0            | 0            | 0            | 2      | 2      | 0      | 0      | 74     | 0      |
| Totale            | .700      | 6       | 4       | 0       | 2       | 175     | 89      | 4            | 3            | 0            | 1            | 134          | 56           | 10     | 7      | 0      | 3      | 309    | 145    |

### Statistiche personali

#### Marcatrici
| Giocatore    | Ruolo | TD rush | TD recv | TD int | TD p.ret | TD k.ret | TD oth | Xp1  | Xp2 | FG | Saf | Totale |
| ------------ | ----- | ------- | ------- | ------ | -------- | -------- | ------ | ---- | --- | -- | --- | ------ |
| Jansen       |       | 0       | 10+2    | 0      | 0        | 0        | 0      | 0    | 3   | 0  | 0   | 78     |
| Pulkkinen    |       | 3+4     | 1+1     | 0      | 0        | 0        | 0      | 12+8 | 0   | 1  | 0   | 77     |
| Partanen     |       | 0       | 6       | 0      | 0        | 0        | 0      | 0    | 2   | 0  | 0   | 40     |
| Coetzee      |       | 0+1     | 5       | 0      | 0        | 0        | 0      | 0    | 1   | 0  | 0   | 38     |
| Kaszas       |       | 2+1     | 0       | 0      | 0+1      | 0        | 0      | 0    | 3   | 0  | 0   | 36     |
| Wicht        |       | 0       | 0       | 0      | 0        | 0        | 1      | 0    | 0   | 0  | 1   | 8      |
| Berndtsson   |       | 1       | 0       | 0      | 0        | 0        | 0      | 0    | 0   | 0  | 0   | 6      |
| Olmedo Giler |       | 1       | 0       | 0      | 0        | 0        | 0      | 0    | 0   | 0  | 0   | 6      |
| Östring      |       | 0       | 1       | 0      | 0        | 0        | 0      | 0    | 0   | 0  | 0   | 6      |
| Tuomi        |       | 0       | 0       | 1      | 0        | 0        | 0      | 0    | 0   | 0  | 0   | 6      |
| Tinoco       |       | 0       | 0       | 0      | 0        | 0        | 0      | 0    | 1   | 0  | 0   | 2      |

#### Passer rating
| Giocatore | G   | Att    | Comp   | Int | Yds      | TD   | NFL   | NCAA   |
| --------- | --- | ------ | ------ | --- | -------- | ---- | ----- | ------ |
| Kaszas    | 8+2 | 201+31 | 116+17 | 6+1 | 1214+274 | 22+2 | 98,50 | 139,30 |
| Wulff     | 3+2 | 14+6   | 4+3    | 1+1 | 99+41    | 1+1  | 54,17 | 106,80 |